# إميلي أرنيسين
إميلي أرنيسين (بالنرويجية البوكمول: Emily Arnesen)‏ (14 يونيو 1867 – 13 أغسطس 1928) هي عالمة حيوانات نرويجية. هي ثاني امرأة نرويجية تحصل على درجة الدكتوراه، وهي معروفة لدراستها على الإسفنجيات.

## حياتها المبكرة
بدأت أرنيسين حضور جامعة فريدريك الملكية من مسقط رأسها أوسلو في عام 1891. درست العلوم، ولكن كانت قادرة على البقاء لمدة سنة فقط، حتى عام 1892، قبل أن تغادر إلى ستوكهولم، حيث أصبحت مربية لعائلة الوزراء. خلال فترة وجودها بستوكهولم، بدأت أرنيسين أخد الدروس التي أثارت اهتمامها في كل من علم الحيوان وعلم النبات. عند عودتها إلى جامعة كريستيانيا، بدأت أرنيسين تعلم الطبقات والتلاميذ الخاصة، وقضاء وقت فراغها في دراسة علم الحيوان تحت جوهان هجورت. واستمر هذا 3 سنوات حتى غادرت الجامعة وبدأت العمل في المختبرات.

## حياتها البالغة
حاولت أرنيسين أولا دراسة علم الحيوان في مختبر في برلين عام 1894، لكنه رفض. بعد ذلك، قالت أن التدريس في مدارس كريستيانيا أفضل من العمل في المختبر الحيواني في المدينة خلال العام الدراسي، ودراسة المجموعات الحيوانية الساحلية في المحطات البيولوجية الساحلية النرويجية في فصل الصيف.
في عام 1901، حصلت أرنيسين على منحة دراسية التي سمحت لها بالسفر إلى زيورخ في سويسرا. هذا هو المكان الذي أكملت به أرنيسين دراسات الدكتوراه في بنية نظام الأوعية الدموية في العلقيات تحت إشراف عالم التشريح أرنولد لانغ. وقالت أنها حصلت على شهادة الدكتوراه في عام 1903. وبعد حصولها على الشهادة، قضت أرنيسين 4 أشهر في متحف علم الحيوان في أمرستدام. هنا، تحت ماكس كارل ويلهيلم ويبر، كانت المسؤولة عن مجموعة من الحيوانات التي كانت قد نمت أثناء وقتها في العمل على سواحل النرويج: الإسفنجيات. في عام 1905، أصبحت أرنيسين الوصي عن متحف علم الحيوان بكريستيانيا، وهو المنصب الذي شغلته حتى عام 1926، عندما تقاعدت بسبب الحالة الصحية السيئة. من 1906 إلى 1913، قدمت محاضرات حول اللافقريات في جامعة فريدريك المليكة.

### المشاركة في القضايا الاجتماعية
خارج المصالح الحيوية لها، كانت أرنيسين أيضا في العديد من الأوساط الاجتماعية وفاعلة في الحياة السياسية، وخاصة فيما يتعلق بحقوق المرأة والإقتراع. وكانت عضوة في اللجنة التنفيذية للإتحاد النسائي النرويجي، وكتب في الصحف حول مواضيع تتراوح بين المسائل المهنية للقضايا الاجتماعية.

## الأعمال المنشورة
نشرت أرنيسين الورقة الأولى لها سنة 1898 على تشريح الشعاب المرجانية، لكنها كانت أكثر شهرة بمساهماتها في دراسة الإسفنجيات. كما أنها على الأرجح أنها أول نرويجية في دراسة الإسفنجيات وكان تركيز النرويجيين قليل على تلك الأنواع منذ ذلك الحين. نشرت أرنيسين ورقات عن الإسفنجيات بين سنتي 1901 و1920، ومع ورقتها سنة 1903 على التوزيع الجغرافي للإسفنجيات، وأنها ذات أهمية خاصة. كتبت أرنيسين نص كتاب حول علم الحيوان إستخدمته في مستوى الثانوية، والتي ركزت بشكل كبير على أفكار تشارلز داروين عن التطور. كما أنها نشرت الدليل الأول لمتحف علم الحيوان في عام 1912. زعمت مساهمة أرنيسين أن هناك نوعين من الإسفنجيات: Gellius arnesenae Arndt (1927) و Anchinoe arneseni Topsent (1913) .